# Hans Paulus Herwarth von Bittenfeld
Hans Paulus Herwarth von Bittenfeld (né le 12 janvier 1800 à Halberstadt et mort le 20 mai 1881 à Berlin) est un général d'infanterie prussien et gouverneur de Magdebourg.

## Biographie

### Origine
Hans Paulus est issu de la famille noble d'Augsbourg Herwarth von Bittenfeld, mentionnée pour la première fois en 1246. Il est le fils du général de division prussien Eberhard Herwarth von Bittenfeld l'Ancien (1753-1833) et de son épouse Johanna Friedericke Auguste, née von Arnstedt (1765-1851). Ses frères sont le maréchal Eberhard Herwarth von Bittenfeld et le général d'infanterie Friedrich Herwarth von Bittenfeld.

### Carrière militaire
Herwarth von Bittenfeld s'engage le 28 mars 1815 comme grenadier dans le 2e régiment à pied de la Garde, avec lequel il participe à la marche sur Paris. Le 15 octobre 1828, il est promu premier-lieutenant, le 14 avril 1834 capitaine et le 22 mars 1843 major. Après avoir été promu lieutenant-colonel le 19 avril 1851, il prend le commandement du 31e régiment d'infanterie le 25 décembre et est promu colonel le 23 mars 1852. Le 26 octobre 1854, il devient commandant du 1er régiment de grenadiers de la Garde. Le 14 août 1856, il prend le commandement de la 9e brigade d'infanterie et est promu major général le 15 octobre de la même année. Le 3 juin 1858, il est nommé commandant de la 3e brigade d'infanterie de la Garde et le 14 juin 1859, il prend le commandement de la garnison prussienne dans la forteresse de Mayence.
le 1er En juillet 1860, il est promu lieutenant général et devient inspecteur des garnisons de Mayence et de Rastatt (de). Au cours de sa carrière militaire, il est nommé gouverneur de Magdebourg le 17 octobre 1864 et promu général d'infanterie le 20 septembre 1866. A sa demande, Herwarth von Bittenfeld est mis à disposition avec pension le 8 avril 1869, avec l'attribution du titre de grand commandeur de l'ordre de la maison royale de Hohenzollern.

### Famille
Il se marie le 22 juin 1823 avec Mathilde baronne von Sobeck und Kornitz (de) (1803-1870) Elle est la fille de Peter von Sobeck und Kornitz (1773–1847), seigneur de Krukow et petite-fille du général de division Karl Franz von Sobeck (de). Les enfants suivants sont nés de ce mariage :
- Franz (1825-1898), colonel prussien
- Anton (né en 1827)
- Richard (de) (1829–1899), lieutenant-colonel prussien et administrateur de l'arrondissement de Bergheim-sur-l'Erft (de)
- Johanna Mathilde (née en 1836)
- Helene (née en 1838) mariée avec Thassilo von Tresckow (de), chambellan et seigneur de Dölzig
- Waldemar (née en 1840)
- Luise (née en 1844) mariée avec Adolf von Gerhardt, major prussien
- Léontine Freda (née en 1846)